# 155
155（一百五十五）是154與156之間的自然數。

## 数学领域
- 合數，正因數有1、5、31和155。
質因數分解為{\displaystyle 5\times 31}。
- 虧數，真因數和為37，虧度為118。
- 不尋常數，大於平方根的質因數為31。
- 第51個半質數。前一個為146、下一個為158。
- 第95個無平方數因數的數。前一個為154、下一個為157。
- 第69個十进制的等數位數。前一個為151、下一個為157。
- 155是一个十七边形数。
- 1/155=0.00645161290322580...（循环部长度为15位）。

## 科学领域
- 鲸鱼座星系NGC 155。
- 未知元素unquintquinttium（页面存档备份，存于）的原子序。

## 军事领域
- 中华民国武器，XT-69榴弹炮（又称155 增程炮）。
- 中华民国武器，XT-86榴弹炮为155毫米榴弹炮。
- 中华民国武器，T-65榴弹炮口径为155毫米。
- 日本陆上自卫队武器，99式155公厘自走榴弹炮。
- 日本自卫队武器，75式155毫米自走榴弹炮。

## 交通领域
- 中华民国（台湾）县道155号。
- 美国维吉尼亚州公路155。
- 德国铁路155型电力机车。

## 其他领域
- 公元155年，公元前155年。